# Manuel Feneberg
Manuel Feneberg, auch Manuel Josef Feneberg, (* 1990 in München) ist ein deutscher Schauspieler.

## Leben
Manuel Feneberg wuchs in seiner Heimatstadt München auf. Bereits im Gymnasium spielte er in der Theater-AG den Mercutio in Romeo und Julia. Feneberg schloss zunächst ein Bachelorstudium in „Business Administration and Economics“ an der Universität Passau ab, entschied sich dann jedoch für die Schauspielerei. Vor und während seines Studiums lebte er für jeweils ein halbes Jahr in Spanien und Argentinien. Er machte von 2014 bis 2017 sein Schauspielstudium an der Neuen Münchner Schauspielschule. Die Bühnenreifeprüfung (mit Diplom) legte er vor der Paritätischen Kommission in Wien ab. Außerdem besuchte er später für seine Filmarbeiten verschiedene Seminare und Workshops in Camera Acting sowie 2017 ein Synchronseminar bei Volker Gerth.
2014 spielte er, unter der Regie von Winfried Frey, beim Feldkirchner Theaterverein in dem bayerischen Theaterstück Amerikaner mit Zuckerguss. Während seines Studiums hatte er professionelle Auftritte an verschiedenen Münchner Theaterbühnen, so beim theater … und so fort (2015, Regie: Angelika Sedlmeier), im „Pathos Atelier“ (2015), im Pepper Theater (Mai 2016, als Conrad in Viel Lärm um Nichts) und am Teamtheater München (2016–2017). Im Teamtheater wirkte er in dem Bühnenprogramm Wenn ich mir was wünschen dürfte mit Liedern und Texten aus den 1920er und 30er Jahren mit.
Im Mai 2017 gastierte er in der Theatersatire Benefiz – Jeder rettet einen Afrikaner von Ingrid Lausund im Theater an der Rott in Eggenfelden; weitere Aufführungen folgten im Juni 2017 in der „Black Box“ im Gasteig München. Er verkörperte den „herrlich verklemmten Eckhard voller sprudelnder Nächstenliebe“.
Im Juli 2017 spielte er in einer Romeo und Julia-Produktion des „Ensemble Persona“ im Schloss Nymphenburg die Rollen Tybalt und Paris. Mit dieser Produktion gastierte er auch im Hubertussaal München, im Apollo Theater in Siegen und beim Open Air in Hannover-Herrenhausen. Im Dezember 2017 und im März 2018 trat er mit dem Programm Wenn ich mir was wünschen dürfte im Theater Drehleier auf.
Schon während seiner Schauspielausbildung stand Feneberg für mehrere Kurzfilme vor der Kamera. Von 2016 bis 2018 spielte Feneberg immer wieder in der bayerischen Serie Dahoam is Dahoam in der Rolle des Maxi. Ende 2017 war er in mehreren Folgen in der ARD-Telenovela Sturm der Liebe als „smarter Millionärssohn“ Patrick von Brahmberg und Verlobter der Serienfigur Ella zu sehen. In der ZDF-Krimiserie Der Alte (Erstausstrahlung: März 2018) hatte er eine Episodenrolle; er spielte Stefan, den arbeitslosen Freund einer schwangeren Mitarbeiterin im Salon eines ermordeten Star-Friseurs. Außerdem hatte er als Automechaniker Kevin eine Episodenrolle in der Krimiserie Hubert und Staller (Erstausstrahlung: Februar 2018). In der ZDF-Serie SOKO München (2018) war er ebenfalls in einer Episodenrolle als wesentlich jüngerer Lebensgefährte einer transsexuellen Feuerwehrfrau zu sehen. In der TV-Komödie Mich hat keiner gefragt (2021) spielte er Heiner, den zukünftigen Schwiegersohn der selbstbewussten, alleinerziehenden Single-Frau und Mutter Anna (Meike Droste).
Feneberg arbeitet auch als Synchronsprecher und Werbedarsteller, u. a. für die Mercedes Benz AMG Holiday Card, Flixbus und Amazon Prime. Er lebt in seiner Geburtsstadt München.

## Filmografie (Auswahl)
- 2016: Innocent (Kurzfilm)
- 2017: Allein (Kurzfilm)
- 2016–2018: Dahoam is Dahoam (Fernsehserie, Serienrolle)
- 2017: Verdammt – Das Schicksal der wahren Ketzerinnen (Fernsehfilm)
- 2017: Sturm der Liebe (Fernsehserie, Gastrolle)
- 2018: Hubert und Staller: Der Pferdeflüsterer (Fernsehserie, eine Folge)
- 2018: Der Alte: Das perfekte Glück (Fernsehserie, eine Folge)
- 2018: SOKO München: Feuerland (Fernsehserie, eine Folge)
- 2019: Die Rosenheim-Cops: Ein unliebsamer Mitbewohner (Fernsehserie, eine Folge)
- 2021: Mich hat keiner gefragt (Fernsehfilm)
- 2022: Die Rosenheim-Cops: Sparen hat seinen Preis (Fernsehserie, eine Folge)
- 2022: Frühling: Eine Handvoll Zeit (Fernsehreihe)
- 2023: Watzmann ermittelt: Freier Fall (Fernsehserie, eine Folge)